# Zece Prăjini
Zece Prăjini – wieś w Rumunii, w okręgu Jassy, w gminie Dagâța. W 2011 roku liczyła 448 mieszkańców.